# جی‌اس‌پی
صفحات سرور جاکارتا (به انگلیسی: Jakarta Server Pages) با کوته‌نوشت JSP (جی‌اس‌پی)، یک فناوری از سکوی جاواست که به توسعه‌دهندگان نرم‌افزارِ سرورها کمک می‌نماید تا صفحات پویا مبتنی بر اچ‌تی‌ام‌ال و ایکس‌ام‌ال یا اسناد دیگری را ایجاد نمایند. اولین جی‌اس‌پی از سوی سان میکروسیستمز در سال ۱۹۹۹(۱۳۷۸) در پاسخ به ای‌اس‌پی و پی‌اچ‌پی ارائه شد. جی‌اس‌پی برای این موضوع طراحی شده‌است که محیط جاوا، به اندازۀ کافی برای محیط وب پشتیبانی انجام نداده‌است.
برای استقرار و اجرا، کانتِینِر وب متناسب به همراه سرولت نیاز است. جاوا سرولت و صفحات جاوا، از سوی فرایند جمعیت جاوا و سان مورد پشتیبانی قرا می‌گیرد.

## دیدگاه
از لحاظ معماری، جی‌اس‌پی انتزاعی سطح بالا از جاوا سرولت‌ها ست. صفحات جی‌اس‌پی در سرور بارگذاری شده و از سوی ساختار مخصوصی که بسته‌های سرور جاوا بر روی آن نصب شده، برنامۀ وبِ جاوای ایی‌ایی اجرا می‌شود. این بسته‌ها در فایل‌های با پسوندهای war. و ear. قرار گرفته‌اند
جی‌اس‌پی، کدهای جاوا و همچنین فعالیت‌های از پیش تعریف شده با محتوای ایستا را ترجمه می‌نماید تا بر روی سرور اجرا شود و اسناد مبتنی بر اچ‌تی‌ام‌ال و ایکس‌ام‌ال را تولید و ارائه نماید. صفحات ترجمه‌شده و هر کتابخانۀ همراهی که از بایت‌کد جاوا استفاده می‌نماید, باید در یک ماشین مجازی جاوا (جی‌وی‌ام)اجرا شود. این ماشین مجازی باید بر روی میزبان نصب شده باشد تا محیط انتزاعی-طبیعی را فراهم نماید.

## نمونه

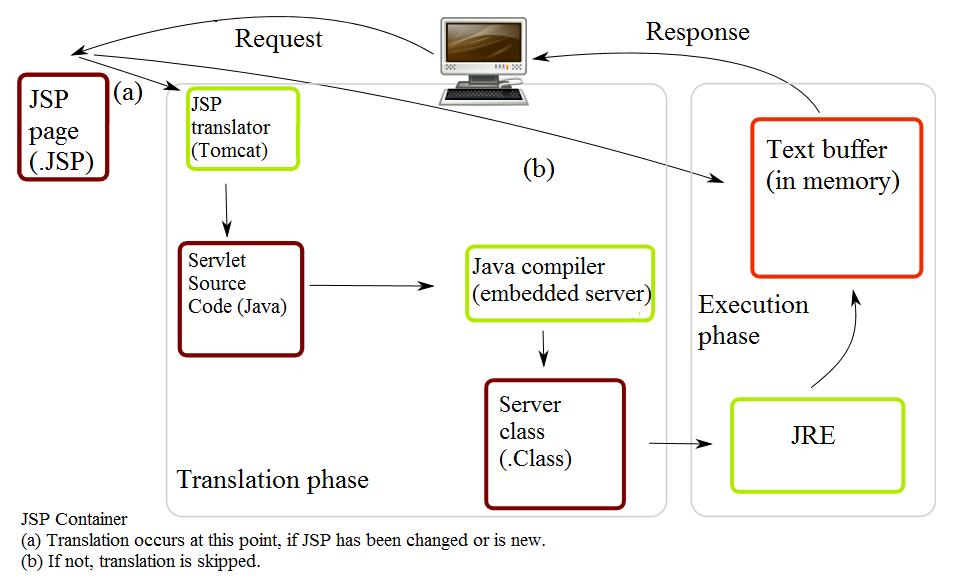
جی اس پی

جی‌اس‌پی‌ها در سرولت‌ها توسط کامپایلر جی‌اس پی ترجمه می‌شود. کامپایلر نیز به نوبۀ خود کد جاوایی را تولید می‌نماید که توسط کامپایلر جاوا ترجمه شده یا اینکه مستقیماً به بایت کد تبدیل شده که مستقیم قابل اجراست. جی‌اس‌پی‌ها قادرند تا اصطلاحاً به صورت تفسیر در هوا باشد تا زمان لازم برای بازیابی تغییرات کاهش یابد.
فارغ از این موضوع که مترجم جی‌اس‌پی کد منبع جاوا را برای سرور تولید نماید یا بایت کد را مستقیماً تولید نماید. کد جی‌اس‌پی ورودی و جاوا سرولت ایجاد شدۀ زیر را در نظر بگیرید:
جی‌اس‌پی 
```
 
<
٪@
 
page
 
errorPage
=
"myerror.jsp"
 
٪
>

 
<
٪@
 
page
 
import
=
"com.foo.bar"
 
٪
>

 
<
html
>

 
<
head
>

 
<
٪
!
 
int
 
serverInstanceVariable
 
=
 
1
;
٪
>

 
<
٪
 
int
 
localStackBasedVariable
 
=
 
1
;
 
٪
>

 
<
table
>

 
<
tr
><
td
><
٪
=
 
toStringOrBlank
(
 
"expanded inline data "
 
+
 
۱
 
)
 
٪
></
td
></
tr
>

```

سرولت خروجی
```
 
package
 
jsp_servlet
;

 
import
 
java.util.*
;

 
import
 
java.io.*
;

 
import
 
javax.servlet.*
;

 
import
 
javax.servlet.http.*
;

 
import
 
javax.servlet.jsp.*
;

 
import
 
javax.servlet.jsp.tagext.*
;

 
import
 
com.foo.bar
;
 
// Imported as a result of <٪@ page import="com.foo.bar" ٪>

 
import
 
…

 
class
 
_myservlet
 
implements
 
javax
.
servlet
.
Servlet
,
 
javax
.
servlet
.
jsp
.
HttpJspPage
 
{

    
// Inserted as a

    
// result of <٪! int serverInstanceVariable = 1;٪>

    
int
 
serverInstanceVariable
 
=
 
1
;

    
…

    
public
 
void
 
_jspService
(
 
javax
.
servlet
.
http
.
HttpServletRequest
 
request
,

    
javax
.
servlet
.
http
.
HttpServletResponse
 
response
 
)

    
throws
 
javax
.
servlet
.
ServletException
,

    
java
.
io
.
IOException

    
{

        
javax
.
servlet
.
ServletConfig
 
config
 
=
 
…
;
 
// Get the servlet config

        
Object
 
page
 
=
 
this
;

        
PageContext
 
pageContext
 
=
 
…
;
            
// Get the page context for this request

        
javax
.
servlet
.
jsp
.
JspWriter
 
out
 
=
 
pageContext
.
getOut
();

        
HttpSession
 
session
 
=
 
request
.
getSession
(
 
true
 
);

        
try
 
{

            
out
.
print
(
 
"<html>\r\n"
 
);

            
out
.
print
(
 
"<head>\r\n"
 
);

            
…

            
// From <٪ int localStackBasedVariable = 1; ٪>

            
int
 
localStackBasedVariable
 
=
 
1
;

            
…

            
out
.
print
(
 
"<table>\r\n"
 
);

            
out
.
print
(
 
" <tr><td>"
 
);

            
// From <٪= toStringOrBlank( "expanded inline data " + ۱ ) ٪>

            
out
.
print
(
 
toStringOrBlank
(
 
"expanded inline data "
 
+
 
۱
 
)
 
);

            
out
.
print
(
 
" </td></tr>\r\n"
 
);

            
…

        
}
 
catch
 
(
 
Exception
 
_exception
 
)
 
{

            
// Clean up and redirect to error page in <٪@ page errorPage="myerror.jsp" ٪>

        
}

    
}

 
}

```

## جی‌ای‌پی ۲٫۰
مشخصات نگارش جدید جی‌اس‌پی شامل ویژگی‌های جدید برای بهبود بهره‌وری برنامه‌نویسی ارائه نموده‌است. 
- یک عبارت زبانی (به انگلیسی: Expression Language) که به توسعه‌دهندگان این امکان را می‌دهد تا قالب‌هایی شبیه جاکارتا ولوسیتی را ارائه دهد.
- راهی ساده‌تر و سریع‌تر برای نمایش مقادیر پارامترها
- راهی سریعتر برای بین‌های متداخل

سکوی جاوا، نسخه سازمانی نگارش پنجم، بر روی توسعۀ ساده‌تر با استفاده از زبان جاوا تمرکز نموده‌است.